# Sylvia Löhrmann

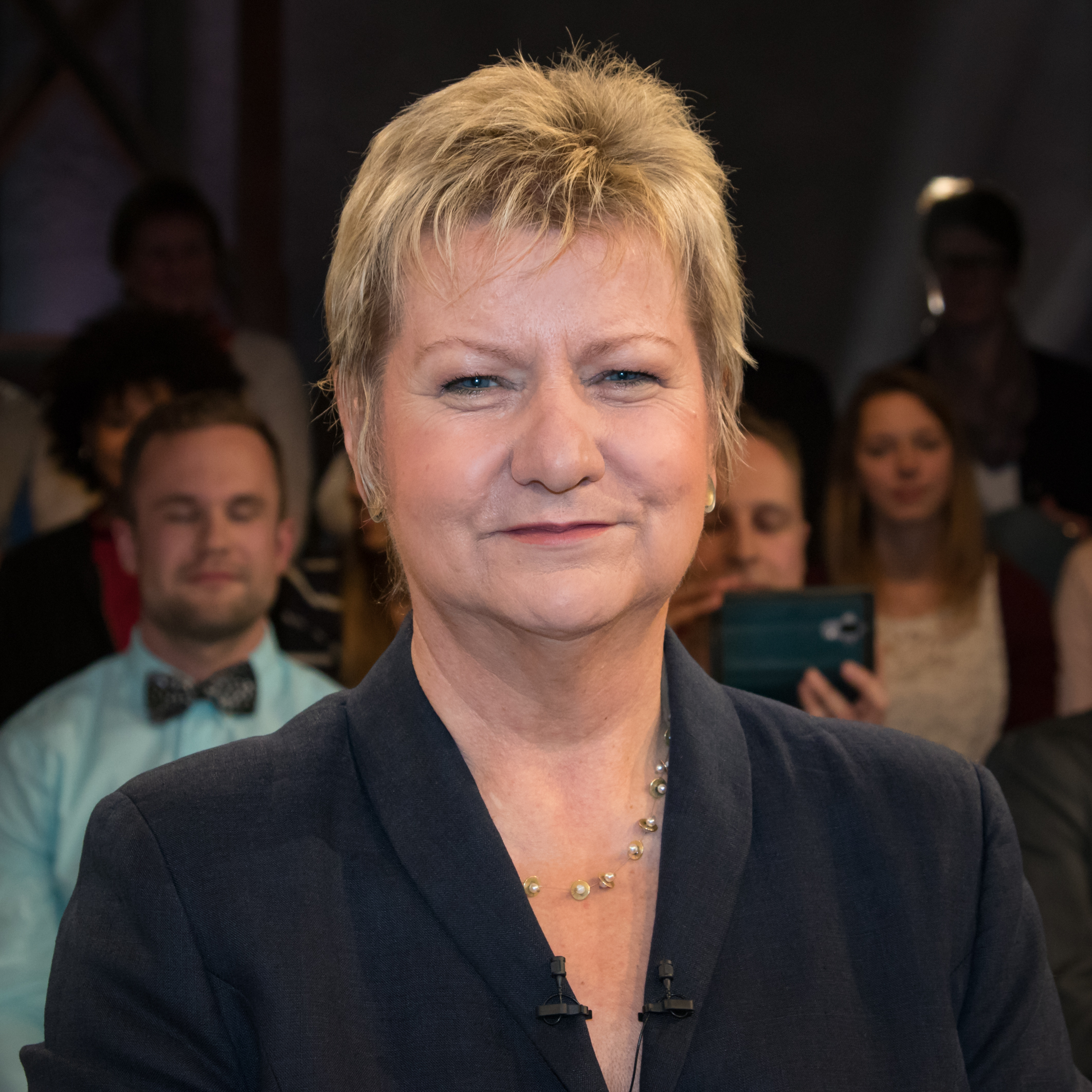
Sylvia Löhrmann (2017)

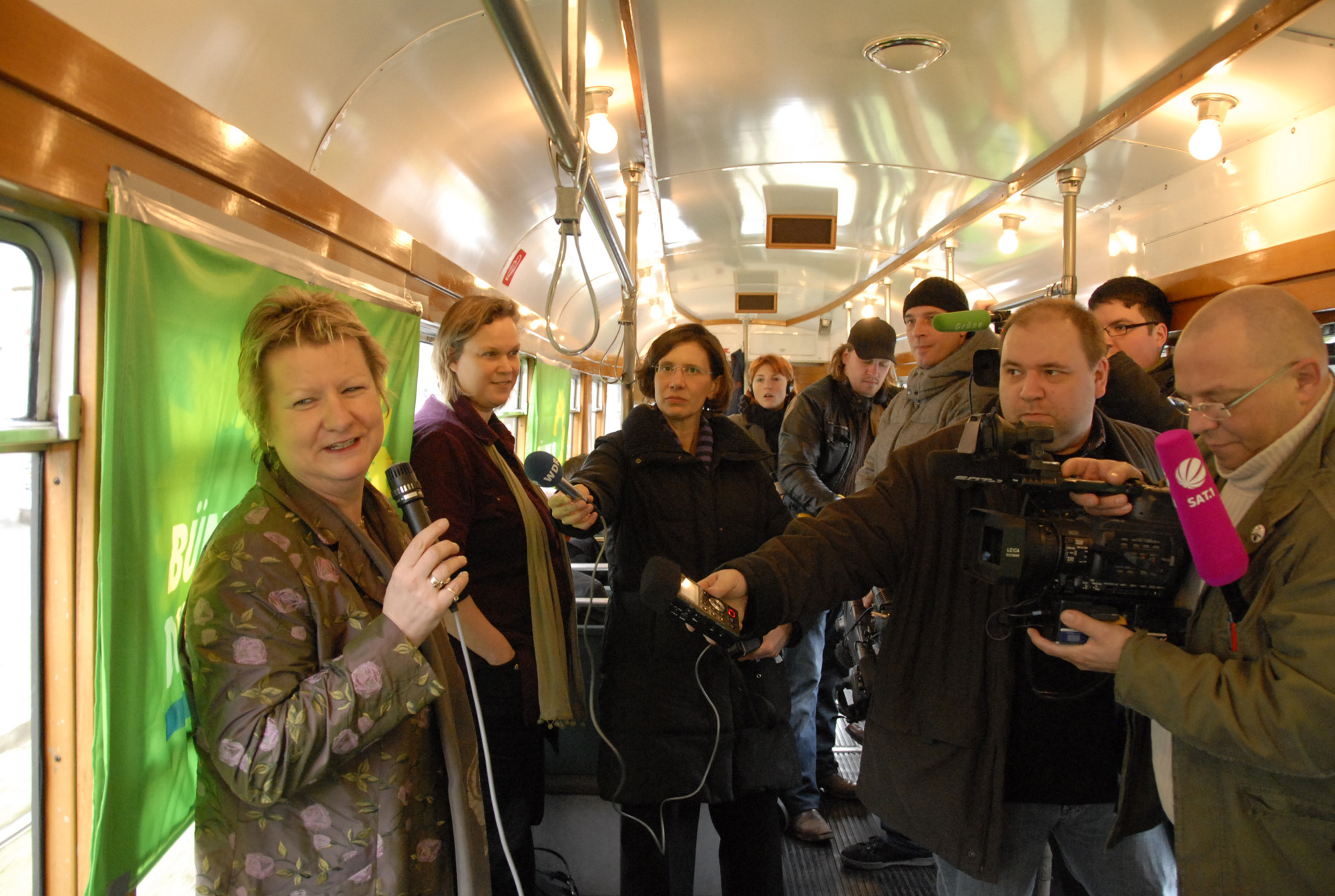
Sylvia Löhrmann auf einer Pressekonferenz in einer Straßenbahn

Sylvia Löhrmann (* 1. März 1957 in Essen) ist eine deutsche Politikerin (Bündnis 90/Die Grünen). Von 2010 bis 2017 war sie Ministerin für Schule und Weiterbildung sowie stellvertretende Ministerpräsidentin des Landes Nordrhein-Westfalen. Seit 2024 ist sie Antisemitismusbeauftragte des Landes Nordrhein-Westfalen.

## Ausbildung und Beruf
Sylvia Löhrmann machte 1975 Abitur an der B.M.V.-Schule Essen. Sie studierte von 1975 bis 1981 an der Ruhr-Universität Bochum Englisch und Deutsch für das Lehramt an den Sekundarstufen I und II. Von 1982 bis 1984 folgte ihr Referendariat an verschiedenen Duisburger Schulen, das sie mit dem Zweiten Staatsexamen erfolgreich abschloss. Von 1984 bis 1995 unterrichtete sie an der Städtischen Gesamtschule Solingen, war unter anderem Vorsitzende des Lehrerrates und Mitglied der erweiterten Schulleitung. Sie arbeitete zusätzlich in der regionalen Arbeitsstelle zur Förderung ausländischer Kinder und Jugendlicher (RAA) Solingen unter anderem bei der Konzeptentwicklung und Beratung mit. Außerdem war sie von 1994 bis 1995 Fachberaterin für Gleichstellungsangelegenheiten bei der Bezirksregierung Düsseldorf. In dieser Tätigkeit erarbeitete sie einen Frauenförderplan und vernetzte die Mädchenförderung.

## Politischer Werdegang

### Anfänge in der Kommunalpolitik
Sylvia Löhrmann trat 1985 den Grünen bei. Von 1989 bis 1998 war sie Ratsmitglied und Fraktionssprecherin in Solingen.

### Landtagsabgeordnete (1995–2017)
Die Grünen hatten bei der Landtagswahl NRW am 13. Mai 1990 mit 5,0 % erstmals den Einzug in den Landtag NRW geschafft. Bei der Landtagswahl 1995 erhielten sie 10,0 % der Stimmen und 24 Sitze im Landtag. Löhrmann zog über die Landesliste der Grünen in den Landtag ein; ebenso bei der Wahl 2000, 2005 und 2010
.
Von 1998 bis 1999 war sie Parlamentarische Geschäftsführerin ihrer Fraktion, 1999 wurde sie zur Fraktionssprecherin gewählt. Sie gehörte innerhalb der Grünen den „Regierungslinken“ an, die 1995 im Zuge der innerparteilichen Auseinandersetzungen und in Abgrenzung zu den „Fundamentalisten“ von Bärbel Höhn und Roland Appel gegründet wurden und die sich für die Fortsetzung der rot-grünen Koalition bei Wahrung der Grünen Programmatik einsetzten. Rot-grüne Koalitionen waren in dieser Zeit das Kabinett Rau V (1995 bis 1998), Kabinett Clement I (bis 2000), Kabinett Clement II (bis zum 12. November 2002) und Kabinett Steinbrück (bis zum 24. Juni 2005).
In den Jahren 2000 und 2005 wurde sie erneut in den Landtag gewählt und wurde dort Fraktionsvorsitzende sowie von 2000 bis 2005 schulpolitische Sprecherin und seit 2005 europapolitische Sprecherin ihrer Fraktion. Außerdem war sie Mitglied im Hauptausschuss, im Ältestenrat sowie im Ausschuss für Schule und Weiterbildung. Sie war zugleich stellvertretende Vorsitzende der Deutsch-Israelischen Parlamentariergruppe.
Für ihre Partei gehörte sie zudem ab 1999 als Delegierte dem Länderrat an, dem höchsten beschlussfassenden Organ von Bündnis 90/Die Grünen auf Bundesebene zwischen den einmal jährlich stattfindenden Bundesdelegiertenkonferenzen (Parteitagen).

### Spitzenkandidatur und Landesministerin für Schule und Weiterbildung (2010–2017)

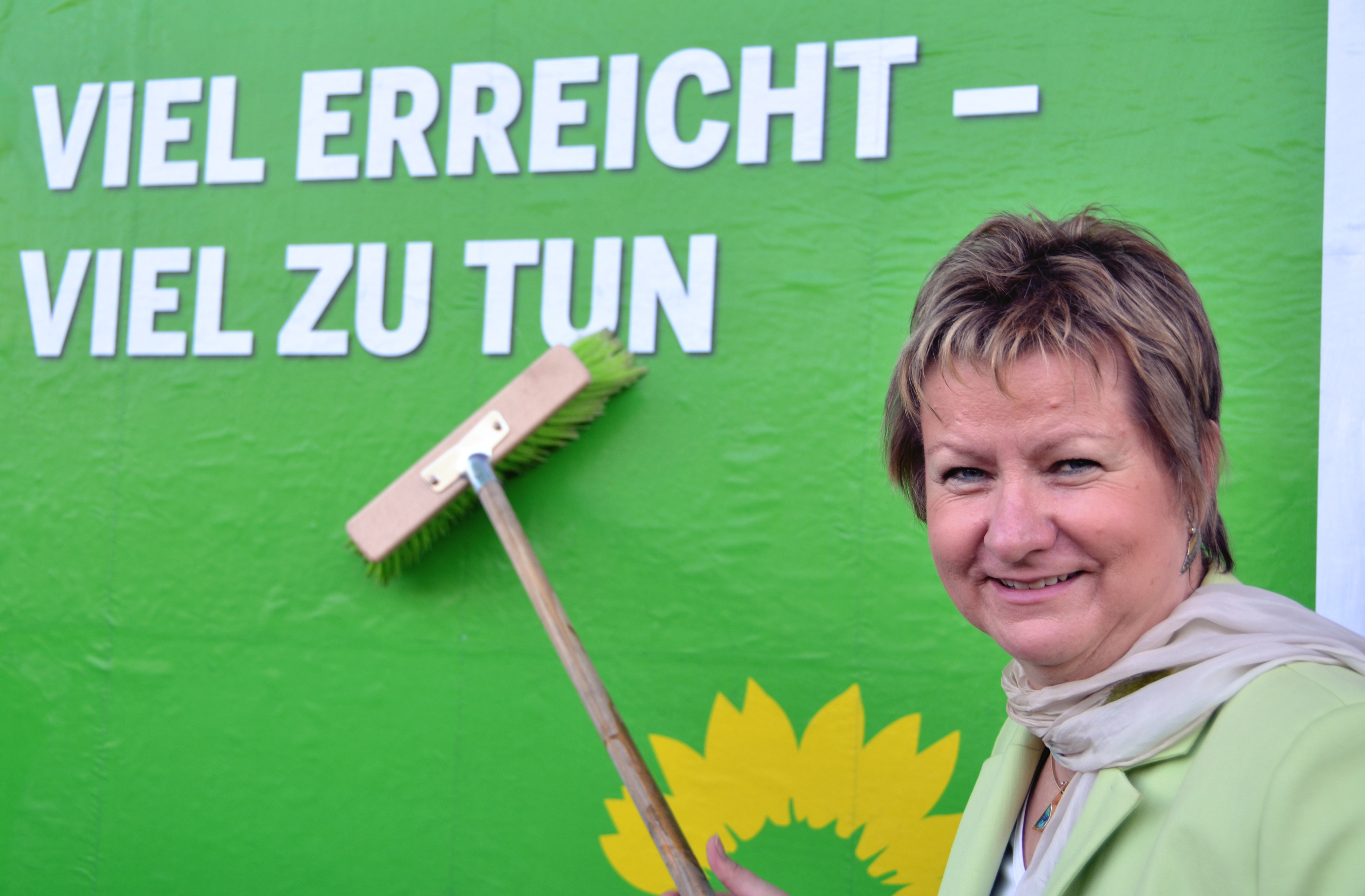
Sylvia Löhrmann (2012)

Im November 2009 wählte sie die Landesdelegiertenkonferenz der nordrhein-westfälischen Grünen zur Spitzenkandidatin für die Landtagswahl am 9. Mai 2010. Ihre Partei erzielte mit 12,1 Prozent ein Rekordergebnis für Landtagswahlen in Nordrhein-Westfalen. Nach der Wahl war Sylvia Löhrmann Verhandlungsführerin ihrer Partei für die Sondierungs- und Koalitionsgespräche. Diese mündeten in eine Minderheitsregierung aus SPD und Bündnis 90/Die Grünen unter der Führung von Ministerpräsidentin Hannelore Kraft (SPD). Kraft ernannte Sylvia Löhrmann am 15. Juli 2010 zur stellvertretenden Ministerpräsidentin und Ministerin für Schule und Weiterbildung im Kabinett Kraft I. Sie gehörte nach der vorzeitigen Landtagswahl 2012 in den gleichen Funktionen bis Juni 2017 einer nunmehr rot-grünen Mehrheitsregierung (Kabinett Kraft II) an.
Ab 2013 war sie Mitglied des Parteirates des Bündnis 90/Die Grünen.
Von 2014 an war sie zudem als Vertreterin für das Land Nordrhein-Westfalen Mitglied im Hörfunkrat des Deutschlandradios.

### Wahlniederlage und Rückzug

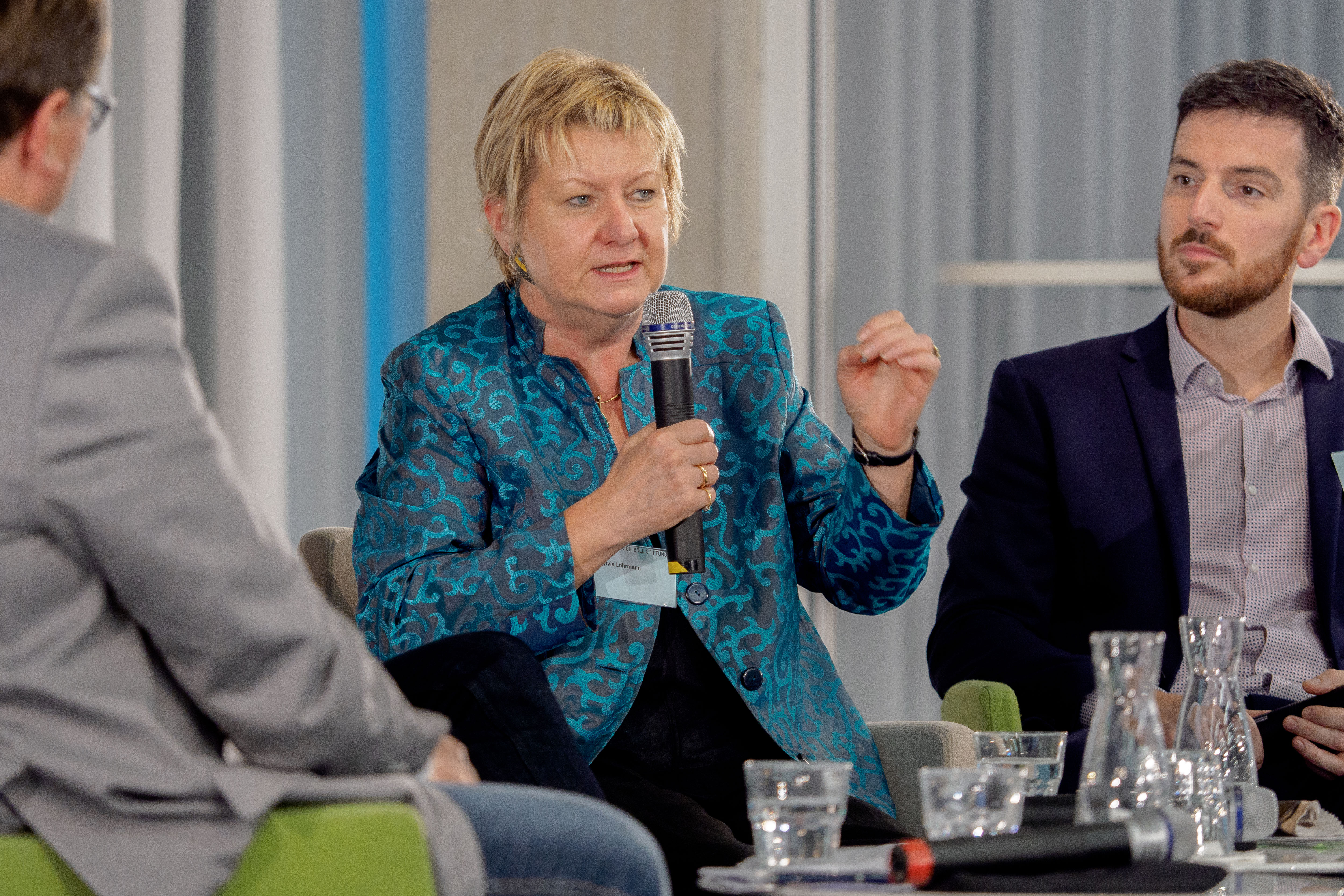
Löhrmann bei einer Podiumsdiskussion (2018)

Zur Landtagswahl in Nordrhein-Westfalen 2017 trat sie erneut als Spitzenkandidatin von Bündnis 90/Die Grünen an. Ihre Partei erlitt jedoch deutliche Stimmverluste; auch für eine Fortsetzung der rot-grünen Regierungskoalition ergab sich keine Stimmenmehrheit mehr. Daraufhin teilte Löhrmann noch am Wahlabend mit, sie wolle in der neuen Landtagsfraktion keine Führungsposition mehr übernehmen. Zwei Tage nach der Wahl kündigte sie ihren Verzicht auf ein Landtagsmandat und somit ihren kompletten Rückzug aus der Politik an. Am 14. Juli 2017 schied Löhrmann schließlich aus dem Landtag aus. Für sie rückte Wibke Brems nach.

## Weitere Tätigkeiten
Im Oktober 2018 wechselte ihr Mann Reiner Daams zur NRW.BANK. Dadurch musste er seine Tätigkeit im Verwaltungsrat der Stadt-Sparkasse Solingen beenden, da nach dem Sparkassengesetz des Landes Mitarbeiter von Banken grundsätzlich nicht dem Verwaltungsrat angehören dürfen. Löhrmann rückte auf diesen Platz nach und wurde dazu von den Solinger Grünen nominiert und vom Stadtrat bestätigt. Sie hatte diese Funktion bereits von 1994 bis 1999 inne. Seit Januar 2020 ist Sylvia Löhrmann Generalsekretärin des Vereins 321 – 1700 Jahre jüdisches Leben in Deutschland. Sie ist seit Dezember 2020 zudem Vorsitzende des von ihr selbst gegründeten Förderkreises Zentrum für verfolgte Künste in Solingen.
Löhrmann war bis 2017 stellvertretende Vorsitzende des Kuratoriums der Stiftung Lesen. Des Weiteren war sie Mitglied im Zentralkomitee der deutschen Katholiken. Sie gehört der Mitgliederversammlung und als Sprecherin dem Aufsichtsrat der Heinrich-Böll-Stiftung an.
Am dem 1. November 2024 wurde Löhrmann als Nachfolgerin von Sabine Leutheusser-Schnarrenberger zur Antisemitismusbeauftragten des Landes Nordrhein-Westfalen ernannt.

## Auszeichnungen
Löhrmann wurde 2022 für ihr vielfältiges ehrenamtliches Engagement im Bereich der Erinnerungskultur mit dem Verdienstorden des Landes Nordrhein-Westfalen ausgezeichnet.

## Kontroversen
Bekanntheit erlangte Löhrmann seit 2010 u. a. durch das Modellvorhaben „Gemeinschaftsschule“. Der Schulversuch Gemeinschaftsschule mündete schließlich in einem Schulkonsens zwischen Bündnis 90/Die Grünen, SPD und CDU in Nordrhein-Westfalen, so dass mindestens bis zur 6. Klasse integriert unterrichtet werden soll. Zugleich wurde damit die Neugründung von integrierten Gesamtschulen erleichtert. Insgesamt sind so innerhalb von zwei Jahren in den Städten und Gemeinden Nordrhein-Westfalens über 70 neue Schulen des längeren gemeinsamen Lernens entstanden.
2011 erregte Löhrmanns Beiratsmodell zur Einführung des von ihr als „Chefinnensache“ bezeichneten islamischen Religionsunterrichts Aufsehen. Anfängliche Kritik an diesem Beirat wurde auch von Verfassungsrechtlern ausgeräumt.
Während der Abiturprüfungen 2011 wurde Löhrmann wegen einzelner Aufgabenstellungen und Fehler kritisiert.
2017 hat die Bild berichtet, dass Sylvia Löhrmann vor einem Wahlkampfauftritt in Düsseldorf ihren Dienstwagen, einen Audi A8, gegen einen Toyota Prius mit Hybridantrieb getauscht hatte. Sie wurde dabei von Thomas Eusterfeldhaus (CDU) beobachtet und fotografiert, der das Bild auf Twitter und Facebook teilte. Laut dem Welt-Magazin wurde Löhrmann hierbei als „Öko-Heuchlerin“ entlarvt. Löhrmann erklärte, dass sie zunächst zu einem Diensttermin als Landesministerin in ihrem Dienstwagen gefahren sei und zu dem nachfolgenden Wahlkampftermin ihrer Partei ordnungsgemäß den Dienstwagen nicht genutzt habe, sondern eben ein anderes Fahrzeug.

## Privates
Sylvia Löhrmann lebt in Solingen zusammen mit ihrem Ehemann Reiner Daams, der von 2001 bis 2005 Persönlicher Referent des damaligen Ministers für Städtebau, Wohnen, Kultur und Sport und stellvertretenden NRW-Ministerpräsidenten Michael Vesper und seit 2005 Referatsleiter in der Abteilung Wohnungsbauförderung, Wohnungs- und Siedlungsentwicklung im NRW-Bauministerium gewesen war und seit Oktober 2018 bei der NRW.BANK arbeitet. Nach 26 gemeinsamen Jahren heirateten die beiden am 29. März 2016 in Telgte.